# Parasyrisca susamyr
Parasyrisca susamyr Ovtsharenko, Platnick & Marusik, 1995 è un ragno appartenente alla famiglia Gnaphosidae.

## Etimologia
Il nome della specie deriva dalla località di rinvenimento di alcuni esemplari nell'agosto 1986: il monte Susamyrtau, della catena montuosa Tian Shan, nel territorio al confine fra Kirghizistan e Cina; in aggiunta il suffisso -ica che, a detta del descrittore, è un'arbitraria combinazione di lettere.

## Caratteristiche
L'olotipo maschile rinvenuto ha lunghezza totale è di 9,00mm; la lunghezza del cefalotorace è di 4,20mm; e la larghezza è di 3,45mm.

## Distribuzione
La specie è stata reperita in Kirghizistan: l'olotipo maschile è stato rinvenuto nei pascoli alpini a circa 3000 metri di altitudine nei pressi del passo Tyuz-Ashuu, a nord dei crinali del monte Kirgiz, nella zona di Bishkek.

## Tassonomia
Al 2015 non sono note sottospecie e dal 1995 non sono stati esaminati nuovi esemplari.